# Pedra Azul (kommun)
Pedra Azul är en kommun i Brasilien.   Den ligger i delstaten Minas Gerais, i den östra delen av landet, 700 km öster om huvudstaden Brasília. Antalet invånare är 23 843.
Följande samhällen finns i Pedra Azul:
- Pedra Azul

I omgivningarna runt Pedra Azul växer huvudsakligen savannskog. Runt Pedra Azul är det glesbefolkat, med 13 invånare per kvadratkilometer.